# Karl-Heinz Grewe
Karl-Heinz Grewe (* 14. Mai 1944 in Bockum-Hövel, jetzt Hamm; † September 2009 in Berlin) war ein deutscher Hörspiel- und Synchronsprecher, Schauspieler, Regisseur und Lyriker.

## Leben und Wirken
Karl-Heinz Grewe wuchs im westfälischen Hamm auf, wo er das Gymnasium besuchte. Bereits im Alter von 17 Jahren wirkte er 1961 am dortigen Zimmertheater unter Käthe Fuchs in Curt Goetz’ Theaterkomödie Der Lampenschirm mit.
Später zog Grewe nach West-Berlin, wo er in den 1970er Jahren vor allem als Regisseur an Berliner Theatern wirkte, so inszenierte er 1974 zusammen mit Klaus Sonnenschein Paul Pörtners Scherenschnitt oder der Mörder sind Sie, das 1975 als Fernsehfilm umgesetzt wurde, und 1976, ebenfalls zusammen mit Sonnenschein, Pörtners Polizeistunde an der Tribüne. Im Jahr 1977 folgte, abermals in Zusammenarbeit mit Sonnenschein, die Inszenierung von Peter Hacks’ Das Jahrmarktsfest zu Plundersweilern nach der Erzählung von Johann Wolfgang von Goethe am Deutschen Theater. In Scherenschnitt wirkte Grewe selber als Schauspieler sowohl in der Bühnen- als auch in der Fernsehfassung mit.
In den 1980er Jahren war Karl-Heinz Grewe auch in deutschen Spielfilmen, wie Thomas Braschs Engel aus Eisen (1981) und Peter Gmöhlings Eine Firma für die Ewigkeit (1983) zu sehen.
Einer breiten Öffentlichkeit wurde Karl-Heinz Grewe vor allem durch seine Stimme bekannt, die seit 1979 in über 700 Film- und Fernsehproduktionen zu hören war. In Fernseh- und Animationsserien war er in zahllosen Nebenrollen erfolgreicher Formate, wie Star Trek: Deep Space Nine, Emergency Room – Die Notaufnahme, Friends und SpongeBob Schwammkopf zu hören.
Karl-Heinz Grewe war zudem als Lyriker tätig. 1966 erschien sein einziger Gedichtband Nebensätze – Gedichte.
Grewe starb im September 2009 im Alter von 65 Jahren in Berlin.

## Synchronisation (Auswahl)

### Filme
- 1955: Philip Truex als Harry Worp in Immer Ärger mit Harry (2. dt. Fassung von 1984)
- 1965: Edward Underdown als Todd Callaghan in Die Todeskarten des Dr. Schreck (2. dt. Fassung von 1994)
- 1970: Max Turilli als Colonel Weede in Das Wespennest (dt. Fassung von 1991)
- 1976: Ray Middleton als Mr. Spahn in Helter Skelter – Die Nacht der langen Messer (2. dt. Fassung von 1994)
- 1987: Paul Guilfoyle als Nikos Thomopolis in Beverly Hills Cop II
- 1987: Jack Angel (Stimme) als Schiedsrichter in Goofy in Fußballfieber (dt. Fassung von 1992) [Animation]
- 1988: Hiroshi Ootake (Stimme) als Nezu in Akira (1. dt. Fassung von 1991) [Animation]
- 1990: Richard Libertini (Stimme) als Dijon in DuckTales: Der Film – Jäger der verlorenen Lampe [Animation]
- 1992: Jano Frandsen als Mr. Bentley in Das Mörderhaus
- 1993: Leonard Termo als Cpl. George F. Estabrook in Gettysburg
- 1997: Rick Jones (Stimme) als Diener in Anastasia [Animation]
- 1997: (Stimme) als Blinder / Arzt / Priester / Patient in Kleines Arschloch [Animation]
- 2003: Shay Duffin als Sunny Fitzsimmons in Seabiscuit – Mit dem Willen zum Erfolg
- 2004: Avner Garbi als Pater in Saw – Wessen Blut wird fließen?
- 2004: (Stimme) als Wache #1 in Barbie als die Prinzessin und das Dorfmädchen [Animation]
- 2007: François Beukelaers als Vater Verbeek in Ex Drummer
- 2008: Arthur Kendall als Bud Schwartz in News Movie

### Serien
- 1990–1991: Chuck McCann (Stimme) als Schrotthaufen in Käpt'n Balu und seine tollkühne Crew [Animation]
- 1993–1994: Corey Burton (Stimme) als Primus von Quack in Bonkers, der listige Luchs von Hollywood [Animation]
- seit 1999: Charles Nelson Reilly als Drecksackblase (1. Stimme) in SpongeBob Schwammkopf [Animation]

## Hörspiele
- 1987: Ludwig Fels: Ich küsse Ihren Hund, Madame – Regie: Ulrich Heising (Hörspiel – SFB)
- 1990: Ludwig Schultz: Das Alibi (Brandmeister) – Regie: Ludwig Schultz (Hörspiel – SFB)
- 1992: Katrin Lange: Und unterm Sand ein Edelstein – Fledermausnacht (Dieb) – Regie: Ulli Herzog (Hörspiel – SFB)
- 1992: Renate Welsh: Vamperl (2 Teile) (Führer) – Regie: Ulli Herzog (Kinderhörspiel – SFB)
- 1994: Alexander Götz: Der Spitzer (Meinhard) – Regie: Peter Groeger (Original-Hörspiel – ORB/ORF)
- 1995: Peter Steinbach, Christoph Busch: Mein wunderbares Schattenspiel (5 Teile) (Lackmann) – Regie: Holger Rink (Originalhörspiel – WDR)
  - Auszeichnungen: Hörspiel des Monats November 1995 und Internationaler Radiopreis Premios Ondas 1996
- 1998: Sobo: Spur ins Blaue (6 Teile) (Halbglatze) – Regie: Burkhard Ax (Hörspielbearbeitung, Kinderhörspiel, Kriminalhörspiel – WDR)